# Уральский государственный горный университет
Уральский государственный горный университет (УГГУ) — федеральное высшее учебное заведение, расположенное в Екатеринбурге и основанное в 1914 году как Горный институт, второй по старшинству университет в России в области горного дела (после Санкт-Петербургского горного университета).

## История
3 (16) января 1914 года император Николай II, на борту императорской яхты «Штандарт», утвердил закон «Об учреждении горного института в городе Екатеринбурге».
7 (20) ноября 1915 года в зале Екатеринбургской городской думы собралось первое заседание Строительной комиссии, одобрившей и утвердившей эскизный проект здания будущего Горного института.
17 (30) июля 1916 года состоялась закладка первого камня в фундамент Уральского горного института.
6 (19) ноября 1916 года Строительная комиссия, с целью ускорения строительства института, обратилась к Николаю II с ходатайством о принятии института под «Его Императорского Величества Покровительство и о даровании ему именования „Уральский горный институт Императора Николая II“».
3 (16) января 1917 года был принят закон «О принятии Екатеринбургского горного института под Высочайшее Его Императорского Величества покровительство и о даровании сему учебному заведению наименования „Уральский горный институт Императора Николая II“».
9 (22) октября 1917 года в Екатеринбурге был открыт Горный институт, ректором института стал почётный гражданин города Екатеринбурга Пётр Петрович фон Веймарн.
В 1919—1930 гг. не существовал как самостоятельная структура — был институтом и факультетом в составе Уралуниверситета.
В 1947—1993 годах институт носил имя В. В. Вахрушева — народного комиссара угольной промышленности СССР. Сейчас об этом напоминает его бюст, установленный во дворе первого учебного здания университета.
Указом Президиума Верховного Совета СССР от 12 мая 1969 года за большие заслуги в подготовке специалистов для народного хозяйства и развитии научных исследований Свердловский горный институт им. В. В. Вахрушева был награждён орденом Трудового Красного Знамени.
В 1993 году переименован в Уральскую государственную горно-геологическую академию. В мае 2004 года решением Аккредитационной коллегии Министерства образования и науки Российской Федерации вуз получил высший статус — «Университет».
В 2014 году праздновалось 100 летие ВУЗа, за это время было подготовлено более 50 тысяч горных инженеров, сотни докторов и кандидатов наук. Переподготовку и повышение квалификации по 25 специальностям ежегодно проходят 2,5-3 тысячи руководителей и специалистов.
По рейтингу «Координационно-аналитического центра содействия трудоустройству выпускников учреждений профессионального образования» (КЦСТ) при МГТУ имени Н. Э. Баумана, Центр содействия занятости Горного университета занял почётное третье место (вместе с РГППУ) в рейтинге вузовских центров, обойдя Уральский государственный лесотехнический университет (четвёртое место) и Уральский федеральный университет имени первого президента России Б. Н. Ельцина (пятое место) по Свердловской области. В рейтинге участвовало 754 вуза России из 79-ти субъектов РФ.

## Ректоры
- 1915—1920 — Веймарн, Пётр Петрович фон — ректор института
- 9 июля — 8 ноября 1919 — и. о. Матвеев, Константин Константинович — ректор института
- 9 ноября 1919 — 19 июня 1920 — Келль, Николай Георгиевич — ректор института, директор горного института Уралуниверситета
- 19 июня — 19 октября 1920 — Маковецкий, Александр Евменьевич — ректор института
- 19 октября 1920 — январь 1921 — Келль Николай Георгиевич — директор горного института Уралуниверситета
- январь 1921—1922 — Гапеев, Александр Александрович — директор горного института, декан горного факультета Уралуниверситета
- 1922 — Шубников, Алексей Васильевич — декан горного факультета Уралуниверситета
- 1922—1925 — Лазарев, Леонид Александрович — декан горного факультета Уралуниверситета
- 1925—1927 — Соболевский, Пётр Константинович — декан горного факультета Уралуниверситета
- 1930 — Красносельских, Александр Тихонович — директор Уральского горного института
- июнь 1930 — июнь 1931 — Тягунов, Аркадий Алексеевич — директор Уральского геологоразведочного института
- июнь 1931 — август 1932 — Юшков, Иван Григорьевич — директор Уральского геологоразведочного института
- декабрь 1930 — сентябрь 1931 — Павловский, Исаак Абрамович — директор Уральского горного института
- сентябрь 1931—1934 — Ярутин, Пётр Яковлевич — директор Уральского горного института
- 1934 — март 1935 — Ярутин Пётр Яковлевич — директор Свердловского горного института
- март 1935 — ноябрь 1936 — Скороделов, Илья Петрович
- ноябрь 1936—1937 — и. о. Павлов, Фёдор Фёдорович
- 1937 — Быховский Р. С.
- 1937 — Рукавишников, Фёдор Фёдорович
- сентябрь 1937 — февраль 1939 — Митраков, Иван Лукич
- май 1939 — июнь 1942 — Завьялов, Николай Сергеевич
- июнь 1942 — апрель 1947 — Оглоблин, Дмитрий Николаевич
- сентябрь 1947 — октябрь 1952 — Толокнов, Николай Николаевич
- октябрь 1952 — июль 1960 — Ратников, Евгений Фёдорович
- август 1960 — ноябрь 1981 — Саковцев, Глеб Павлович
- ноябрь 1981 — ноябрь 1988 — Носырев, Борис Александрович
- 1988—2000 (декабрь) — Дементьев, Иван Васильевич
- 2002 (декабрь) ― 2017 (август) — Косарев, Николай Петрович
- 2018 (октябрь) (с 11.08.2017 и. о.) — н.в. — Душин, Алексей Владимирович

### Официальные названия
- 1914 — Горный институт в городе Екатеринбурге
- 1916 — Уральский горный институт императора Николая II
- 1920 — Горный институт Уралуниверситета
- 1922—1930 — факультеты Уралуниверситета и УПИ
- 1930—1932 — Уральский горный институт угольных и нерудных ископаемых
- 1930—1932 — Уральский геологоразведочный институт
- 1932—1934 — Уральский горный институт (УГИ)
- 1934 — Свердловский горный институт (СГИ)
- 1947 — Свердловский горный институт имени В. В. Вахрушева
- 1969 — Свердловский ордена Трудового Красного Знамени горный институт имени В. В. Вахрушева
- 1991 — Уральский ордена Трудового Красного Знамени горный институт имени В. В. Вахрушева
- 1993 — Уральская государственная горно-геологическая академия
- 2004 — Уральский государственный горный университет (УГГУ)

## Факультеты
В 2016 году обучалось около 9000 студентов.
За 2015 год доходы вуза составили 463,9 млн руб., расходы — 426,9 млн руб.
Структура
Факультеты:
- горнотехнологический
- горномеханический
- инженерно-экономический
- геологии и геофизики
- городского хозяйства (колледж)
- заочного обучения

## Здания в Екатеринбурге
- Первое учебное здание
ул. Куйбышева, 30
- Второе учебное здание
пер. Университетский, 9
- Третье учебное здание
ул. Хохрякова, 85
- Четвёртое учебное здание
пер. Университетский, 7
- Храм Горняков России
ул. Куйбышева, 39
- Уральский геологический музей
ул. Хохрякова, 85
- Дом спорта УГГУ
ул. 8 Марта, 84а

## Известные выпускники
- Крутошинский, Андрей Михайлович (1918—1944) — участник Великой Отечественной войны, Герой Советского Союза.
- Мельников, Николай Васильевич (1909—1980) — советский учёный в области горного дела, академик АН СССР.
- Ревнивцев, Владимир Иванович (1931—1989) — учёный в области горного дела. Член-корреспондент АН СССР, лауреат двух Государственных премий СССР.
- Слинкин,Дмитрий Борисович(1964—1995) — оперуполномоченный специального отдела быстрого реагирования Управления по борьбе с организованной преступностью при УВД по Свердловской области, старший лейтенант милиции, Герой Российской Федерации.